# Історія Фінляндії
На початку нашої ери фінські племена, що прийшли зі сходу, розселилися у південних районах нинішньої Фінляндії, де змішалися з місцевим населенням. Саамські племена, нащадки більш ранніх фінно-угорських мігрантів, були відтіснені на північ. Предки сучасних фінів були язичниками, вели кочовий спосіб життя і займалися переважно полюванням та рибалили. На південному заході жило плем'я суомі, в центрі — плем'я хяме, на сході — кар'яла. Згодом назва «суомі» була перенесена на всю країну.

## Середньовіччя
Фіни вступили в контакт зі шведськими племенами, що населяли східні райони Скандинавського півострова, і здійснили ряд набігів на їхні землі. У відповідь на ці набіги шведи здійснили Перший хрестовий похід (1157) проти язичників-фінів. Він увінчався завоюванням південно-західної Фінляндії і поширенням там християнства. Під час Другого хрестового походу (1249-1250) були підкорені центральні райони південної Фінляндії, а під час Третього походу (1293-1300) влада шведів поширилася на східні райони. На завойованих землях були споруджені фортеці. Таким чином, шведська держава проникла до східної частини Балтійського регіону, однак на ці ж землі претендувала Новгородська Республіка, яка шукала морський вихід до Європи. У 1323 Орехівський мир визначив границю Швеції.
Фінляндія отримала деякі вигоди від об'єднання зі Швецією. Прийняття нової релігії супроводжувалося поширенням європейських звичаїв і культури. Змішані шлюби між фінами і шведами розширили представництво фінів в органах місцевого управління. Панування династії Ваза в Швеції призвело до встановлення суворішого й ефективного правління в Фінляндії. З 1527 у Фінляндії проходила церковна Реформація. Поширення лютеранства супроводжувалося активною просвітницькою діяльністю. До цього ж часу відноситься становлення фінської літературної мови. З 1548 фінською стали проводитися церковні служби.

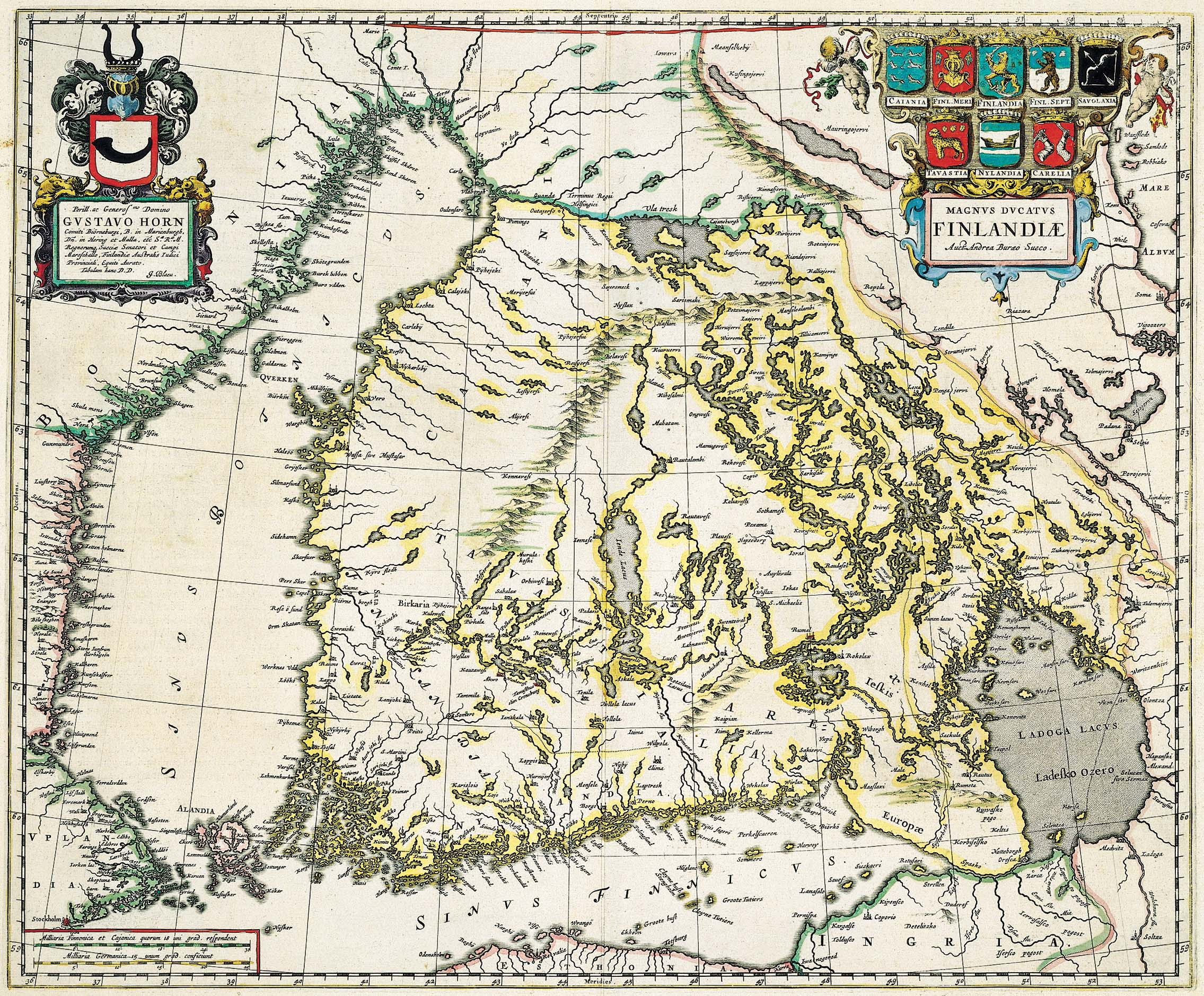
Карта Великого Князівства Фінляндії (1662)

У XVII ст. Шведська імперія дещо вдосконалила адміністративну систему Фінляндії. Шведський генерал-губернатор Пер Бразі ввів апеляційний суд і заснував університет у Турку, а також надав права самостійності містам. Представники Фінляндії були допущені до шведського риксдагу. Хоча ці реформи насамперед торкнулися інтересів шведської знаті, що жила в Фінляндії, місцеві селяни також мали від них деяку вигоду.
У країні порівняно рано почався розвиток ремесел і товарно-грошових відносин. Селяни нарівні з сільським господарством займалися ковальською справою, ткацтвом, смолокурінням, розпилюванням лісу. Почався видобуток корисних копалин, поміщики засновували невеликі металургійні заводи, які працювали на деревному вугіллі. Частина продукції поміщицьких і державних підприємств і виробів селянського і цехового ремесла (смола, папір) йшла на експорт. Замість цього імпортувалися хліб, сіль і деякі інші товари.

## Новий час
Під час Північної війни (1700-1721) Фінляндія перетворилася на арену бойових дій між Шведською імперією і Московським царством за панування на Балтиці. Війна супроводжувалася голодом та епідеміями, від яких загинула майже половина населення країни. У 1721 році на території Фінляндії залишилося всього 250 тис. осіб. Після перемоги в Північній війні Московське царство при Петрі I повернула за Ніштадтським мирним договором (1721) південний захід Карелії з узбережжям Фінської затоки.
Прагнучи захопити у Російської імперії землі, завойовані Петром I, Швеція оголосила їй в 1741 р. війну, але вже через рік вся Фінляндія опинилася в руках росіян. За Абоським мирним договором 1743 р. до Російської імперії відійшла південно-східна частина Фінляндії, територія до р. Кюмійокі з укріпленими містами Вільманстранд (нині Лаппеенранта) і Фрідріхсгамн (Гаміна).
На долю Фінляндії вплинуло також вороже ставлення Швеції до Наполеона. На зустрічі в Тільзіті (1807) Олександр I і Наполеон домовилися, що якщо Швеція не приєднається до Континентальної блокади, Російська імперія оголосить їй війну. Коли шведський король Густав IV Адольф відкинув цю вимогу, російські війська вторглися до південної Фінляндії в 1808 р. і почали просуватися на північ. Спочатку їм таланило, але потім шведи зібралися в силі і припинили наступи противника. Взяття росіянами фортеці Свеаборг, яку називали «шведським Гібралтаром на Півночі», завдало серйозного удару Швеції. Восени 1808 р. шведи були витіснені з всієї території Фінляндії, російські війська здійснили рейди на Аландські острови і навіть на територію самої Швеції. У березні 1809 р. король Густав IV Адольф був скинутий. Війна закінчилася повною поразкою Швеції, і за Фрідріхсгамським мирним договором 1809 року до Російської імперії відійшли вся Фінляндія і Аландські острови.

### У складі російської імперії (1809—1917)
1809 — було утворене Велике князівство Фінляндське зі своїм сеймом і створена особлива комісія у фінляндських справах (пізніше перейменована на комітет у фінляндських справах). У 1812 р. столицею князівства був оголошений Гельсингфорс (Гельсінкі).
Велике князівство Фінляндське користувалося значними пільгами і привілеями. Вона мала свою поштову службу і органи правосуддя. Лютеранська церква отримала статус державної. Фіни були звільнені від проходження обов'язкової служби в російській армії. Добробут населення зростав, а його чисельність збільшилася з 1 млн людей в 1815 до 1,75 млн в 1870 році.
Права Великого князівства Фінляндського як автономії систематично порушувалися імператорським урядом. У період з 1809 по 1863 рр. Фінляндський сейм взагалі не збирався, і управління країною здійснювалося сенатом при генерал-губернаторі. Перше засідання сейму для розробки конституції було скликане в 1863 р. з ініціативи Олександра II. З 1869 р. сейм став скликатися регулярно, оновлення його складу проводилося раз на п'ять років, а з 1882 — раз на три роки. З 1878 р. фінів почали закликати в армію для проходження служби в самому Великому князівстві Фінляндському.
Під час правління Миколи II була вироблена нова політика, спрямована на русифікацію Великого князівства Фінляндського. Спочатку була зроблена спроба примусити фінів пройти військову службу в російській армії. Коли сенат, який раніше йшов на поступки, відкинув цю вимогу, Фінляндський генерал-губернатор і командувач військ Фінляндського військового округу, генерал Микола Бобриков запровадив військово-польові суди. У відповідь на це 16 червня 1904 фінський патріот Ейген Шауман (фін. Eugen Valdemar Schauman) застрелив Бобрикова, і в країні почалися хвилювання. Російська революція 1905 збіглася з підйомом національно-визвольного руху фінів, і все Велике князівство Фінляндське приєдналося до загального страйку в Російській імперії. Політичні партії, особливо соціал-демократи, взяли участь у цьому русі і висунули свою програму реформ. Микола II був змушений скасувати укази, що обмежували фінляндську автономію. 1906 року був ухвалений новий демократичний виборчий закон, що надавав право голосу жінкам. Після придушення революції в 1907 р. імператор ще раз спробував закріпити колишню політику шляхом введення військового правління, але воно було зметене революцією 1917 року.

## XX сторіччя
На початку XX ст. у Великому князівстві Фінляндському переважно розвивалася деревообробна і целюлозно-паперова промисловість, яка орієнтувалася на західноєвропейський ринок. Провідною галуззю сільського господарства стало тваринництво, продукція якого також в основному вивозилася в Західну Європу. Торгівля Великого князівства Фінляндського з Росією скорочувалася. Під час Першої світової війни через блокаду і майже повне припинення зовнішніх морських зв'язків були згорнуті як головні експортні галузі, так і галузі внутрішнього ринку, що працювали на привізній сировині.

### Перші роки незалежності (1917—1939)
Після Лютневої революції в Росії у березні 1917 р. були відновлені привілеї Великого князівства Фінляндського, втрачені після революції 1905 р. Був призначений новий генерал-губернатор і скликаний сейм. Однак закон про відновлення автономних прав Великого князівства Фінляндського, ухвалений сеймом 18 липня 1917 року, був відхилений Тимчасовим урядом, сейм розпущений, а його будівлю зайняли російські війська. Після повалення Тимчасового уряду Велике князівство Фінляндське проголосило свою незалежність 6 грудня 1917.
Радикально налаштовані соціал-демократи разом з іншими лівими силами організували загони Червоної гвардії і в січні 1918 р. проголосили Фінляндію соціалістичною робітничою республікою. Уряд Фінляндії втік на північ, де лідер консервативної партії барон Карл Густав Маннергейм сформував загони шуцкору щоб перешкодити поширенню революційного руху. Розгорілася громадянська війна між білими і червоними, яким допомагали російські війська, що ще залишалися в країні. Німецька імперія направила дивізію, щоб допомогти білим встановити прогерманський режим. Червоні виявилися не в змозі протистояти добре озброєним кайзерівським військам, які незабаром захопили Тампере і Гельсінкі. Останній оплот червоних Виборг упав у квітні 1918 р. Було скликано сейм для формування уряду, і Пер Евінд Свінгувуд був призначений виконуючим обов'язки глави держави.
Розорення господарства країни і блокада з боку Антанти зробили життя в країні нестерпним, а багато політичних партій втратили довіру народу. Через деякий час партії відродилися під іншими назвами, і в роботі сейму, скликаного в квітні 1919 р., брали участь 80 поміркованих соціал-демократів, також старофіни і представники прогресивної і аграрної партій. Була прийнята нова конституція країни. Президентом обрали Каарло Юго Столберґ.
Суперечливі питання з Росією були улагоджені завдяки мирному договору, укладеному в Тарту в жовтні 1920 р. У тому ж році Фінляндія була прийнята до Ліги націй. Конфлікт зі Швецією через Аландські острови був вирішений при посередництві Ліги націй в 1921 р.: архіпелаг відійшов до Фінляндії, але був демілітаризований.
Мовне питання в країні було зняте шляхом визнання обох мов — фінської і шведської — державними. Почала втілюватися в життя земельна програма, вироблена соціал-демократами. У жовтні 1927 р. був ухвалений закон про викуп земель і виплату компенсацій землевласникам. Фінляндія вступила до Скандинавського кооперативного союзу.
1932 — підписаний договір про ненапад з СРСР.

### Друга світова війна (1939—1945)
До початку Другої світової війни Фінляндія дотримувалася нейтралітету. Відносини з СРСР поступово погіршувалися, особливо після укладення пакту Молотова — Ріббентропа про включення Фінляндії, країн Балтії і східних районів Польщі до радянської сфери впливу. Переговори з СРСР про укладення нових військових і торгових угод були припинені, і Сталін зажадав передачі ряду земель у Карелії і військової бази на п-ові Ханко. Фінляндія виступила з проханням до шведського уряду про укріплення Аландських островів.
30 листопада 1939 року радянські війська вдерлися до Фінляндії. Радянсько-фінська війна, що увійшла в історію під назвою «зимової», по суті, була нерівною, хоча Червона Армія на початку війни воювала неефективно і зазнала набагато більших втрат, ніж Фінляндія. Знаменита фінська оборонна лінія Маннергейма деякий час стримувала наступи Червоної Армії, але в січні 1940 р. її було прорвано. Цьому сприяло швидке переосмислення керівництвом РСЧА особливостей ведення бойових дій при прориві довгочасових оборонних споруд в умовах надзвичайно суворої зими, колосальна міць радянської артилерії та не в останню чергу величезні людські ресурси СРСР. Фінський народ проявив нечуваний героїзм та здатність до самопожертви. Надія фінів на допомогу Великої Британії і Франції виявилася марною, і 12 березня 1940 р. в Москві був підписаний мирний договір. Фінляндія поступилася СРСР п-овом Рибальським на півночі, частиною Карелії з Виборгом, північним Приладожжям, а півострів Ханко був переданий більшовикам в оренду терміном на 30 років. При цьому Фінляндія, на відміну від інших жертв радянської агресії, залишилась суверенною державою, що дало змогу фінському народу з честю вийти з Другої світової війни.
Незважаючи на оголошення 22 червня 1941 р. Третім Рейхом війни Радянському Союзу, Фінляндія дотримувалася умов мирного договору і не втручалася у Другу Світову війну, а також відмовлялася надавати дозвіл розміщеним на її території гітлерівським військам на ведення бойових дій з її території. Лише після розпочатих з 25 червня 1941 масованих бомбувань радянською авіацією фінської території фінський уряд оголосив війну СРСР. Гітлерівський уряд обіцяв повернути всі території, втрачені за Московським договором. У грудні 1941 після неодноразових протестів і нот британський уряд оголосив війну Фінляндії. Наступного року США зажадали, щоб уряд Фінляндії уклав мир. Однак від цього кроку стримувала надія, яка ще жевріла, на перемогу Третього Рейху. Фінський уряд постійно підкреслював, що має за мету лише повернення втрачених в результаті Зимової війни територій. 1943 наступником президента Рісто Рюті став Маннергейм, який почав шукати шляхи виходу з війни.
У вересні 1944 Фінляндія підписала угоду про перемир'я з Великою Британією і СРСР і зобов'язалася сприяти виходу з країни німецьких військових з'єднань. Контроль за виконанням умов перемир'я здійснювала контрольна комісія союзників.

### Після 1945
Див. також: Фінляндизація
У лютому 1947 між Фінляндією і СРСР підписано договір, згідно з яким СРСР окупував район Петсамо, Фінляндія обмінювала півострів Ханко, що орендувався, на район Порккала-Удд (повернутий Фінляндії 1956) і виплачувала репарації розміром 300 млн доларів. 1948 — підписаний договір про дружбу з СРСР.
Військове страхове агентство за короткий строк налагодило оперативний контроль за роботою промисловості, щоб суворо дотримуватися термінів репараційних поставок в СРСР. У разі затримки за кожний місяць з Фінляндії стягувався штраф у розмірі 5 % вартості товарів (понад 200 назв). На вимогу СРСР були встановлені такі квоти на машини, верстати і готові вироби: третину становили лісопродукти, третину — транспорт, верстати і машини і третину — судна і кабель. В СРСР прямувало обладнання для целюлозно-паперових підприємств, нові судна, локомотиви, вантажні автомобілі, підіймальні крани.
Незважаючи на необхідність виплати репарацій, життя в країні поступово налагоджувалося. Уряд надав допомогу (землею і субсидіями) 450 тис. переселенців з районів, переданих СРСР.
Відразу після війни на політичній арені проявив себе ДСНФ, в якому переважали комуністи. Він був частиною урядової коаліції, але в 1948 р. зазнав значної поразки, головним чином через невдоволення виборців приходом комуністів до влади в Чехословаччині. На виборах 1951 і 1954 рр. ДСНФ знову здобув значну підтримку (частково це була реакція на економічну політику уряду), але колишнього впливу йому досягнути не вдалося. На президентських виборах 1956 р. переміг лідер Аграрного союзу Урхо Кекконен, який до 1981 р. підтримував політику дружніх відносин з СРСР.
У 1950-х роках підвищився рівень безробіття; скасування державних дотацій на продовольчі товари спричинило підвищення цін. У 1955 р. уряд не зміг підтримати угоду про заробітну платню, що викликало в 1956 р. загальний страйк, який переріс у масові демонстрації і спалахи насильства. Дві партії — СДПФ і Аграрний союз, які перебували при владі, — не змогли домовитися про підтримку цін на сільськогосподарську продукцію. З 1959 р. аграрії очолювали ряд нестабільних урядів меншини.
Вибори 1966 р. призвели до різкого повороту в політиці Фінляндії. СДПФ і ДСНФ отримали абсолютну більшість місць у парламенті. Разом з партією центру ПФЦ (в минулому Аграрний союз) вони утворили сильну коаліцію, яка ввела суворий контроль заробітної плати і цін, щоб приборкувати зростання інфляції і балансувати дефіцит зовнішньої торгівлі. Однак у 1971 р. ДСНФ вийшов з коаліції, і уряд пішов у відставку.
1975 р. — у Гельсінкі пройшла Нарада глав 35-ти держав по безпеці і співробітництву в Європі.
На початку 1970-х років у Фінляндії стався підйом економіки завдяки торговим угодам, укладеним в 1973 р. з ЄЕС і СЄВ. Однак в середині 1970-х років підвищення цін на нафту зумовило спад виробництва і зростання безробіття. У 1975—1977 рр. блок з п'яти партій під керівництвом Мартті Міеттунена (ПФЦ) прийшов на зміну десятирічному правлінню соціал-демократів, якими керував Кальові Сорса. З 1979 по 1982 рр. коаліцію з чотирьох партій (центру і лівих) очолював Мауно Койвісто. У 1982 р. президент Урго Кекконен пішов у відставку, і на його місце був обраний Мауно Койвісто. На чолі уряду знову став Сорса. Незабаром зі складу кабінету вийшли представники ДСНФ, а інші три партії, здобувши більшість голосів, знову сформували уряд у 1983 році.
Безпрецедентний підйом економіки Фінляндії в середині — кінці 1980-х років обумовив її переорієнтацію на країни Заходу. Вперше за післявоєнний період партії несоціалістичної орієнтації завоювали більшість місць на виборах 1987 р., і Гаррі Голкері з консервативної НКП сформував коаліцію з представників чотирьох партій, до яких приєдналися і соціал-демократи. Були знижені податки на фізичних осіб і компанії, і Фінляндія відкрила свої ринки для іноземних інвестицій. Лібералізація сприяла досягненню майже повної зайнятості і викликала бум у будівництві.
Після об'єднання Німеччини і розпаду СРСР уряд Фінляндії почав проводити політику зближення з Західною Європою, чому в минулому перешкоджали угоди, укладені з СРСР. 1991 торгівля з СРСР скоротилася на 2/3, однак при цьому виробництво в самій Фінляндії скоротилося більше ніж на 6 %. Галузі, що мали гарантований збут в СРСР, не змогли зміцнити своє положення в економіці Заходу, де відбувалося скорочення виробництва. Договір з Росією, укладений на 10-річний термін 1992, гарантує стабільність кордонів між країнами. Обидві вони приступили до здійснення спільних проектів по боротьбі із забрудненням довкілля радіоактивними відходами.
У березні 1991 р. 72 % виборців віддали свої голоси ПФЦ та іншим несоціалістичним партіям, які опинилися в явній більшості. Прем'єр-міністром країни став 36-річний Еско Аго. З 1985 Фінляндія була повноправним членом Європейської асоціації вільної торгівлі (ЄАВТ), а 1992 звернулася з проханням про прийняття до ЄС. Фінляндія стала членом ЄС 1 січня 1995 року.